# Momondo
Momondo è un motore di ricerca di viaggi, con sede a Copenaghen, che consente agli utenti di trovare e confrontare i prezzi dei voli, degli hotel e delle auto a noleggio. Momondo non vende alcun tipo di biglietto, ma fornisce una visione generale delle migliori offerte relative ai viaggi che è possibile trovare su internet, collegando l'utente direttamente con gli operatori di viaggio. La tecnologia di Momondo permette agli utenti di ottenere il prezzo più basso per i biglietti aerei, e di offrire soluzioni di viaggio basate sul prezzo e sul periodo in cui si intende viaggiare.
Momondo ha anche pubblicato delle guide di viaggio, inclusa una di Copenaghen, realizzata in collaborazione con il ristorante Noma.

## Storia
Il sito è stato lanciato nel settembre 2006. A quell'epoca era soltanto un motore di ricerca voli. Nell'ottobre 2007 è stato rinnovato, creando anche degli articoli e delle guide di viaggio e permettendo di confrontare biglietti aerei, hotel, auto a noleggio e pacchetti vacanze.
Il motore di ricerca è multilingua e permette di effettuare ricerche in italiano, danese, svedese, norvegese, finlandese, polacco, cinese, inglese, tedesco, francese, spagnolo, portoghese, turco, olandese, russo e ucraino.
Nell'aprile 2011 Momondo e la società madre Skygate sono stati acquistati dalla azienda statunitense/britannica Cheapflights Media Ltd (adesso Momondo Group Ltd). Il quartier generale continua ad essere in Danimarca e la compagnia continua a operare indipendentemente.